# Gigant

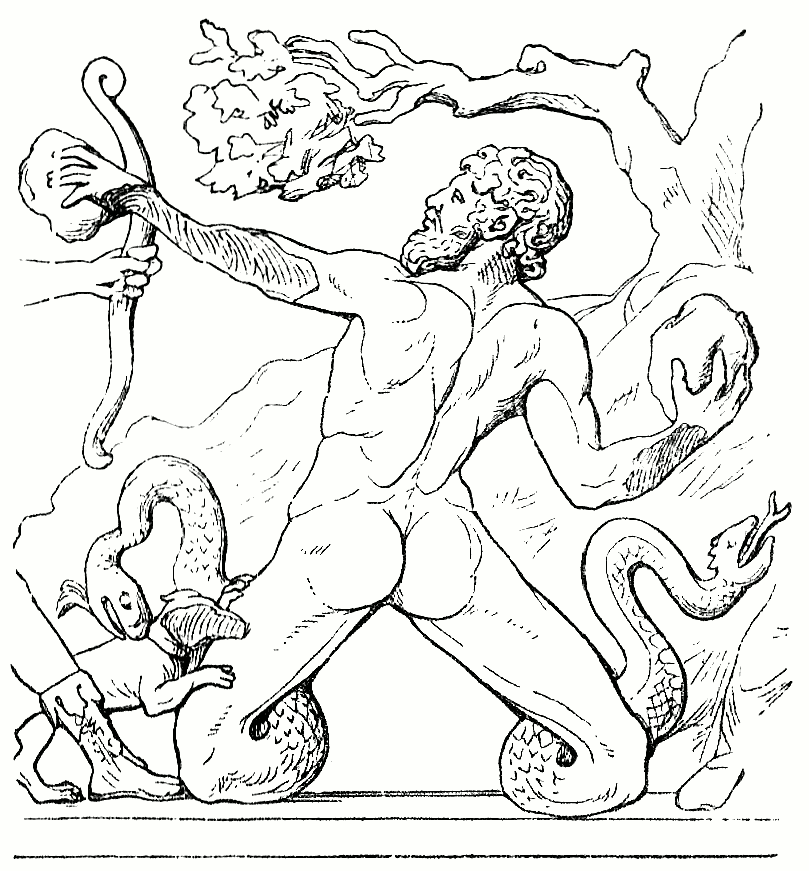
Gigant vecht tegen Artemis

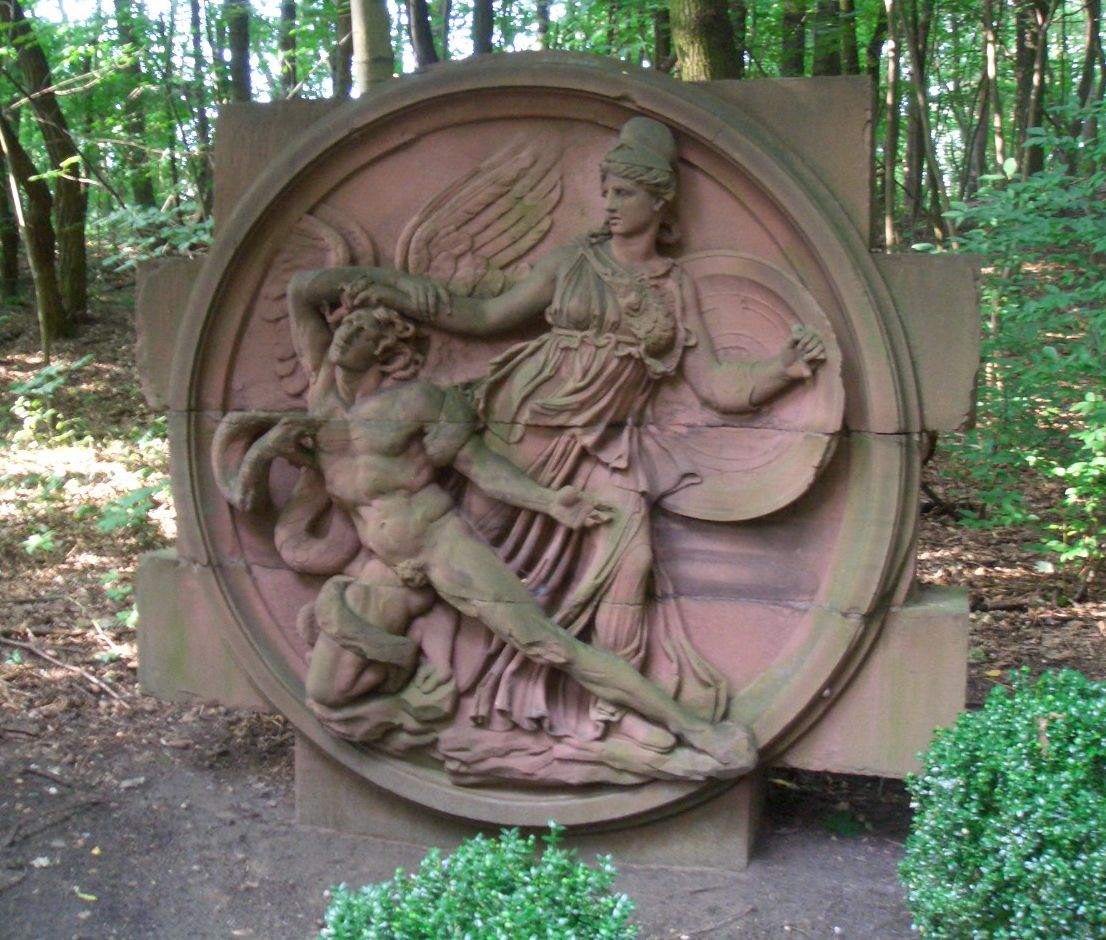
Athena en de stervende gigant

In de Griekse mythologie waren de Giganten (Oudgrieks: Γίγαντες, Gigantes) ontzaglijke reuzen, met vreselijke aangezichten, lange verwarde haren, die van hoofd en kin afhingen, en van geschubde drakenstaarten in plaats van voeten voorzien. Ze tonen enige gelijkenis met de Jötun uit de Noordse en Germaanse mythologie.

## Herkomst
De Giganten werden voortgebracht door Gaia, de moeder aarde, nadat deze de bloeddruppels, die uit het verminkte lichaam van Ouranos stroomden, in zich had opgenomen. Zij had deze verschrikkelijke wezens voortgebracht omdat zij er woedend over was, dat Ouranos haar zonen, de Titanen, in de Tartaros geslingerd en tot eeuwige gevangenschap veroordeeld had. Als hun geboorteland noemt men nu eens Phlegrai, een vulkanische streek, in het verre Westen gelegen (gewoonlijk dacht men zich die als in de nabijheid van Cumae, een Griekse stad in het Italiaanse landschap Campanië, of ook wel in Thessalië gelegen), dan eens het Griekse schiereiland Pallene. In de boeken van Rick Riordan: Helden van Olympus wordt Tartaros de vader van de giganten genoemd en Gaia als de moeder. In deze versie worden de giganten geschapen na de Titanomachie om de goden te vernietigen en de macht over de wereld te krijgen en heeft elke gigant een bepaalde god tegen wie ze moeten vechten Porphyrion moest Zeus vernietigen, Alkyoneus moest Hades vernietigen, Polybotes moest Poseidon vernietigen enzovoort. 

## Rivaliteit en strijd met de goden
Nauwelijks waren de Giganten geboren, of zij begonnen de strijd met de door Zeus bestuurde goden; zij poogden de hemel te bestormen, stapelden bergen en ontzaglijke rotsblokken op elkaar, en wierpen aan elkaar gebonden brandende eikenstammen naar de Olympos, om de goden van daar te verdrijven. Zij bezaten allen een vreselijke, met de grootte van hun lichamen overeenkomende kracht; de sterkste onder hen waren Alkyoneus en Porphyrion. Van de overige 22 onderscheidden zich voornamelijk Enkelados, Mimas, Hippolytos, Ephialtes, Eurymedon, Eurytos,Otus, Klytios, Polybotes, Pallas, Rhoitos, Athos, Thoön en Gration. Volgens sommige bronnen was ook Orion een gigant.
De strijd met deze vreselijke monsters dreigde de goden noodlottig te zullen worden. Een overoude godsspraak had hun reeds verkondigd, dat zij hun geduchte vijanden niet zouden kunnen overwinnen, als een sterveling hen niet te hulp kwam. Gaia kende deze godsspraak eveneens; zij zocht daarom op haar oppervlakte naar kruiden die de kracht hadden om de wonden, die haar zonen door sterfelijke handen zouden toegebracht kunnen worden, te genezen. Zeus verhinderde dit; hij verbood aan de godheden van het morgenrood, van de zon en van de maan om de aarde met hun stralen te verlichten en sneed intussen alle toverkruiden af.

## Gigantomachie

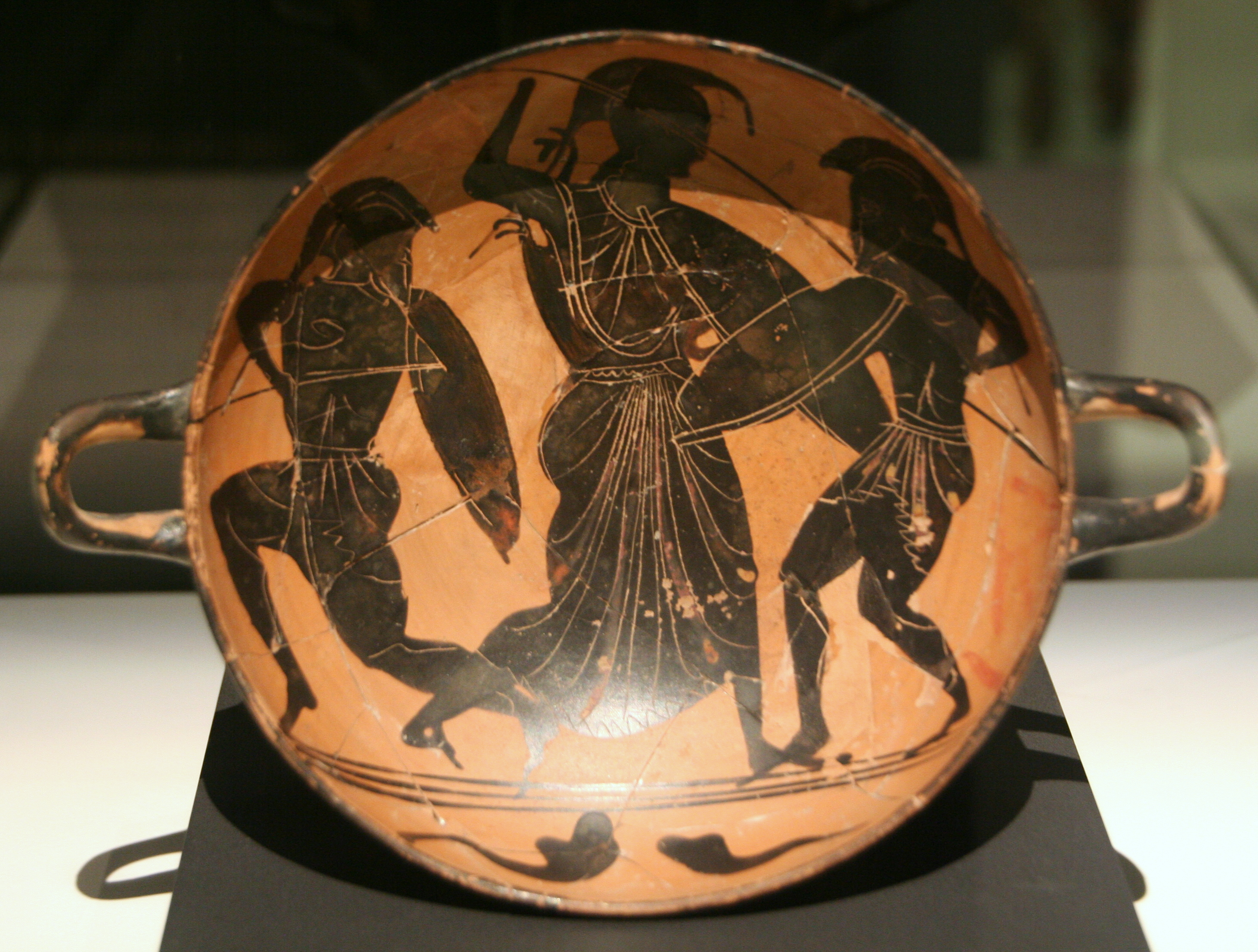
Attische kylix met gigantomachie

Toen riep Zeus de sterveling tot zich, die door het noodlot tot redder van de goden bestemd was; het was zijn zoon Herakles. Zodra deze, door Athena geleid, op de kampplaats verscheen, begon het tweede gedeelte van de grote strijd, de ontzettende Gigantomachie of Gigantenkrijg. Eerst doorschoot hij de gevaarlijkste der Giganten, Alkyoneus, met zijn dodelijke pijlen; zodra echter de reus zijn moeder, de aarde, aanraakte, stond hij met nieuw leven en nieuwe kracht weer op. Daarom bleef er voor Herakles niets anders over dan de raad van Athena te volgen en zijn wederopgestane tegenstander uit zijn geboorteland Pallene weg te slepen; een tweede pijlschot op een vreemde grond doodde nu het monster ogenblikkelijk. Terstond deed zich een nieuwe vijand tegen de overwinnaar op. Porphyrion viel tegelijk op hem en op Hera aan; doch de schoonheid van de koningin der goden deed de woede van de reus onmiddellijk bedaren, zodat hij, zijn hoofddoel vergetende, haar geweld wilde aandoen. Deze onbezonnenheid boette hij weldra met zijn leven. Zeus trof hem met zijn bliksem en Herakles schoot hem met zijn pijlen neer.
Ondertussen namen ook de andere goden deel aan de strijd; Hephaistos en Hekate versloegen Klytios, Dionysos doodde Eurytos met zijn thyrsosstaf, Apollo schoot Ephialtes het rechteroog uit en bijna in hetzelfde ogenblik beroofde een pijl van Herakles hem van het linkeroog. Thans gingen de overige Giganten op de vlucht, door de zegepralende Olympische goden vervolgd. Athena slingerde het eiland Sicilië bovenop Enkelados, waar hij nog in machteloze woede door de Etna heen vlammen uitbraakt, Polybotes werd door Poseidon met een stuk van het eiland Kos bedekt en zo ontstond het vulkaaneiland Nysiros, Hippolytos werd door Hermes en Gration door Artemis doorboord, en aan Pallas rukte Athena zijn onkwetsbare huid van het lichaam en hing deze als de veiligste beschutting in de verdere strijd om haar eigen schouders. Door de Moiren werden Agrios en Thoön gedood, die met ijzeren knotsen streden. Poseidon en Athos kwamen met elkaar in gevecht, en een van beiden wierp een enorme rots naar de ander, die neerkwam op het schiereiland Athos, en die de berg Athos vormde. De overigen kwamen door de bliksems van Zeus en de nooit missende pijlen van Herakles om.

## Andere legenden
Andere legenden omtrent de Gigantomachie verhaalden dat Zeus de hulp van twee halfgoden had moeten inroepen en dat hij daartoe zijn beide zonen Dionysos en Herakles had uitgekozen. Dionysos zou, volgens sommige verhalen, vergezeld van Hephaistos en de Satyrs op het terrein van de strijd gekomen zijn, allen op ezels gezeten, die zo vervaarlijk begonnen te balken, dat de Giganten, hierdoor verschrikt, op de vlucht waren gegaan. De legende betreffende de Gigantomachie hebben grote gelijkenis met die betreffende de strijd die geleverd werd tussen de goden en de Titanen, de Titanenstrijd. Zo werd voor de goden het dreigende gevaar afgewend, en behield Zeus de heerschappij over het heelal.